# ساگوک
ساگوک (کره‌ای: 사극; هانجا: 史劇) در زبان کره‌ای نشان دهنده درام‌های تاریخی، از جمله نمایشنامه‌ها و نمایش‌های سنتی، فیلم‌ها یا مجموعه‌های تلویزیونی است. در ادبیات انگلیسی زبان، ساگوک معمولاً به فیلم‌های تاریخی و مجموعه‌های تلویزیونی (کره جنوبی) اشاره می‌کند. در کره شمالی، عموماً به درام‌های تاریخی کره جنوبی(고전 영화;فیلم کلاسیک) گفته می‌شود.